# Chrysso pulcherrima
Chrysso pulcherrima är en spindelart som först beskrevs av Cândido Firmino de Mello-Leitão 1917.  
Chrysso pulcherrima ingår i släktet Chrysso och familjen klotspindlar. Inga underarter finns listade i Catalogue of Life.